# Ивјевски рејон
Ивјевски рејон (блр. Іўеўскі раён; рус. Ивьевский район) административна је јединица другог нивоа у североисточном делу Гродњенске области у Републици Белорусији. 
Административни центар рејона је град Ивје.

## Географија
Ивјевски рејон обухвата територију површине 1.845,50 км² и на 3. је месту по површини међу рејонима Гродњенске области. Граничи се са Литванијом на северу, са Ашмјанским, Лидским, Навагрудским и Воранавским рејонима Гродњенске области и са Валожинским и Стовпцовским рејонима Минске области на истоку.
Око 80% територије овог рејона налази се у поречју између Њемена и Западне Березине с југа и југоистока и реке Гавје с југозапада. 
Рељеф је углавном равничарски, где је око половине територије ниже од 150 метара надморске висине, а остатак између 150 и 200 метара. Највиша тачка лежи на 244 метра (на северу рејона код села Траби). Клима је умереноконтинентална са јануарским просеком од -6,2 °C, јуна око 17,6 °C. Годишњи просек падавина је око 610 мм, а вегетациони период траје 191 дан. 
Под шумама је око 45% територије, док је обрађено око 43% земљишта. 

## Историја
Рејон је успостављен 15. јануара 1940. године.

## Демографија
Према резултатима пописа из 2009. на том подручју стално је било насељено 28.891 становника или у просеку 15,68 ст/км², а око трећина становништва живи у градским срединама.  
| 1959.  | 1970.  | 1979.  | 1989.  | 1999.  | 2009.  |
| ------ | ------ | ------ | ------ | ------ | ------ |
| 63.807 | 57.650 | 48.959 | 41.079 | 37.549 | 28.891 |

Основу популације рејона чине Белоруси (79,63%), Пољаци (15,4%), Руси (2,42%), Татари (1,84%) и остали (0,71%).
Административно, рејон је подељен на подручје града Ивја који је административни центар рејона и варошице Јурацишки и на 10 сеоских општина. На територији рејона постоји укупно 372 насељена места.

## Саобраћај
Најважнији делови саобраћајне инфраструктуре на подручју овог рејона су железница Лида—Маладзечна и аутопут Гродно—Минск. 